# Mario Batali
Mario Francesco Batali (Seattle, 19 settembre 1960) è un cuoco, gastronomo e imprenditore statunitense di origini italiane.

## Biografia
Batali nasce a Seattle da Marilyn, una franco-canadese, e Armandino Batali, un ingegnere italoamericano. Secondo alcune ricerche i suoi avi materni aprirono un negozio di alimentari già nel 1903. Durante il college lavora come lavapiatti e pizzaiolo in diversi ristoranti e dopo un breve periodo vissuto in Spagna torna negli Stati Uniti e si laurea nel 1983 in lingua spagnola, teatro ed economia. Lavora poi come assistente e secondo chef in diversi ristoranti di Londra, di Parigi e in altre parti del mondo. Nel 1989 lavora presso un ristorante di Borgo Capanne, in provincia di Bologna, dove perfeziona l'arte culinaria italiana.
Diventa presto un affermato gastronomo e ristoratore, esperto della storia e della cultura della cucina italiana, anche di quella regionale. Nel 1993 apre il ristorante "Po" e nel 1998 il "Babbo Ristorante e Enoteca" di New York insieme a Joe Bastianich, figlio di Lidia Bastianich, con cui aprirà in seguito diversi ristoranti. Mario è comproprietario di diversi ristoranti a New York, Las Vegas, Los Angeles e Singapore, scrive libri di cucina e ha partecipato a vari talent show culinari. Nel 2016 ha cucinato per l'ultima cena di Stato del presidente degli Stati Uniti Barack Obama che ha visto ospite il capo di governo italiano Matteo Renzi.
Ha inoltre prestato la voce a sé stesso nell'episodio La paura fa novanta XXVIII della serie animata I Simpson.
Nel dicembre 2017 è stato al centro di uno scandalo per accuse di molestie sessuali che, al pari di altri noti e ricchissimi imprenditori statunitensi, in piena campagna mediatica del Movimento Me Too, hanno travolto la reputazione di Batali e delle sue aziende, causandone un forte decremento in popolarità. Nel corso di un processo per molestie sessuali tenutosi a Boston nel maggio 2022, Batali è stato ritenuto non colpevole per l'aggressione a sfondo sessuale nei confronti di una donna che lo aveva accusato di averla forzata a baciarlo dopo averla palpeggiata mentre si stavano facendo un selfie dopo che il giudice del tribunale aveva ritenuto poco credibile la testimonianza della stessa.

## Riconoscimenti
- 1 stella dalla Guida Michelin di New York
- 3 stelle dal New York Times per il ristorante "Babbo Ristorante e Enoteca"
- "Uomo dell'anno" dalla rivista GQ categoria cuochi (1999)
- "Miglior cuoco di New York" da James Beard Foundation (2002)
- "Miglior ristoratore" da James Beard Foundation (2008)

## Opere
- Mario Batali Simple Italian Food: Recipes from My Two Villages (1998)
- Mario Batali Holiday Food : Family Recipes for the Most Festive Time of the Year (2000)
- Vino Italiano: The Regional Wines of Italy (2002)
- The Babbo Cookbook (2002)
- The Artist's Palate (prefazione) (2003)
- Molto Italiano: 327 Simple Italian Recipes to Cook at Home (2005)
- Mario Taligates NASCAR Style (2006)
- Spain...A Culinary Road Trip (2008)
- Italian Grill, scritto con Judith Sutton (2008)
- Molto Gusto: Easy Italian Cooking, scritto con Mark Ladner (2010)
- Molto Batali: Simple Family Meals from My Home to Yours (2011)
- America – Farm to Table: Simple, Delicious Recipes Celebrating Local Farmers, scritto con Jim Webster (2014)